# سيرينا ويلسون
سيرينا ويلسون (بالإنجليزية: Serena Wilson) (8 أغسطس 1933 – 17 يونيو 2007)، المعروفة باسم «سيرينا» فقط، كانت راقصة ومصممة رقصات ومدرّسة بارزة، أسهمت بشكل كبير في نشر رقصة الرقص الشرقي في الولايات المتحدة. ساهمت أعمالها في إضفاء الشرعية على هذا الفن وتغيير النظرة السائدة له، بحيث لم يعد يُنظر إليه كنوع من الاستعراض أو التعري فقط. في بداياتها، قدمت سيرينا عروضًا في النوادي، ثم أسّست استوديو خاصًا بها، وقدمت برنامجًا تلفزيونيًا، وأسّست فرقتها الاستعراضية، كما ألّفت عددًا من الكتب المتخصصة في الرقص الشرقي.